# Ермоленко, Павел Васильевич
Павел Васильевич Ермоленко (укр. Павло Васильович Єрмоленко; 4 августа 1951, Херсон — 18 июня 2020, Одесса) — украинский оперный певец, баритон. Заслуженный артист Украины.

## Биография
Родился в г. Херсон (Украина)
Окончил Киевскую государственную консерваторию им. П. И. Чайковского по классу сольное пение.
Педагог — Народный артист Украины М. И. Шевченко.

Во время учебы в консерватории работал солистом Ансамбля песни и пляски Краснознаменного Киевского военного округа (1977—1979). 
На фирме «Мелодия» записал песню «День Победы» с Ансамблем ККВО.
Участник VI Всесоюзного съезда композиторов в Москве (1979).
После окончания консерватории приглашен солистом в театры Новосибирска, Тбилиси и Одессы.

По личному приглашению народного артиста СССР Михаила Водяного выбрал Одессу и Одесский театр музыкальной комедии (1979-1983).
 Исполнил все ведущие партии баритона в театре музыкальной комедии:
Мистер Икс, Цыганский барон, Князь Орловский, Тассило и другие.
С 1983 по 1985г солист Молдавского государственного театра оперы и балета. Выступал на одной сцене с Народной артисткой СССР Марией Биешу в спектаклях «Евгений Онегин», «Пиковая дама» и др.
В 1985 году дебютировал в Одесском государственном академическом театре оперы и балета в опере П. И. Чайковского «Евгений Онегин» в партии Онегина.

За время работы спел более 40 партий для баритона. Представлял Украину на международных фестивалях и конкурсах.
Гастролировал во многих странах мира (Польша, Германия, Португалия, Финляндия, Испания, Италия, США, Греция, Бельгия и др.)
Объявлен Почетным жителем города-побратима Одессы — Оулу (Финляндия) за большой вклад в развитие связей между странами и городами-побратимами

На протяжении многих лет был членом жюри международных конкурсов и фестивалей, где давал мастер-классы.
Лауреат Всесоюзного телевизионного конкурса «С песней по жизни» (1979).
Лауреат Международного конкурса вокалистов в Молдавии
 (участники: Россия, Украина, Румыния).
Участник отчетных концертов от Украины в Москве и Азербайджане.
Первый исполнитель многих песен известных композиторов: И. Поклада, И. Карабица, В. Филипенко, Н. Колодочки, Ж. Колодуб и других.
Фондовая запись (1-е исполнение) цикла «Старинные чумацкие песни».

## Семья
Жена — Народная артистка Украины Васильева Валентина Борисовна (род.1949)

Дочь — Ермоленко Виктория Павловна

Внук — Томницкий Константин Геннадьевич

## Репертуар
ОПЕРНЫЕ ПАРТИИ:

П. И. Чайковский «Пиковая дама» — князь Елецкий;

П. И. Чайковский «Пиковая дама» — князь Томский;

П. И. Чайковский «Евгений Онегин» — Евгений Онегин;

П. И. Чайковский «Иоланта» — Роберт;

Дж. Верди «Травиата» — Ж. Жермон;

Дж. Верди «Трубадур» — граф Ди Луна;

Дж. Верди «Аида» — Амонасро;

Дж. Верди «Риголетто» — Риголетто;

Дж. Россини «Севильский цирюльник» — Фигаро;

Ж. Бизе «Кармен» — Эскамильо;

Р. Леонкавалло «Сельская честь» — Альфио;

Р. Леонкавалло «Паяццы» — Сильвио;

ОПЕРЕТТА:

И. Кальман, оперетта «Принцесса цирка» — Мистер Икс;

И. Штраус, оперетта «Цыганский барон» — Цыганский барон Баринкай;

И. Штраус, оперетта «Летучая мышь» — князь Орловский;

КОНЦЕРТНЫЙ РЕПЕРТУАР:

Арии из опер, оперетт, романсы русских и зарубежных композиторов, украинские русские народные песни, итальянские песни, а именно: «Дивлюсь я на небо»,
«Рідна мати моя», «Чорнії брови», «Повій вітре», «Стоїть явір над водою», «Вечір на дворі», «Як би мені не ті ночки», «Ніч яка місячна…» и другие. «Тонкая рябина»,
«Из-за острова на Стрежень», «Эх Настасья», «Ямщик не гони лошадей», «Гори, гори моя звезда», «Милая», «Письмо к матери» С. Есенин, 
«Очи черные», «Калинка»,
«Степь да степь кругом», «Ой полным полна коробушка», «Катюша» Блантер, «Маритана» Свиридов, «Отцвели хризантемы» Харито, 
«Живет моя отрада»,
«Одинокая гармонь» и другие.

## Отзывы критиков
Международная постановка (Премьера) оперы Дж. Верди «Риголетто» на сцене театра «Nae Leonard» - Румыния.

Международный состав солистов:Герцог – Нестор Лопес (Мексика), Джильда – Моник Пиелариу (Италия), Риголетто – Павел Ермоленко (Украина) и др.
Газета «Свободная жизнь» - критик Лаура Кава: «… В ансамбле замечательных артистов-исполнителей особенно ярко выделился исполнитель главной партии Риголетто - Павел Ермоленко (Украина), обладатель сильного, красивого и объемного тембра, поистине «Вердиевского баритона», заставил зрителя сопереживать своему герою на протяжении всего спектакля. Замечательная ария «Cortigiani» была встречена овациями наших зрителей…».
Газета «Каллева» - Финляндия г. Оулу: «…Сольный концерт солиста оперы, баритона из Одессы Павла Ермоленко (Украина), явил нам не только великолепный по красоте голос, но и поразил, прежде всего, его артистизм, доведенный до искусства шоумена…»